# Goryczka (wódka)

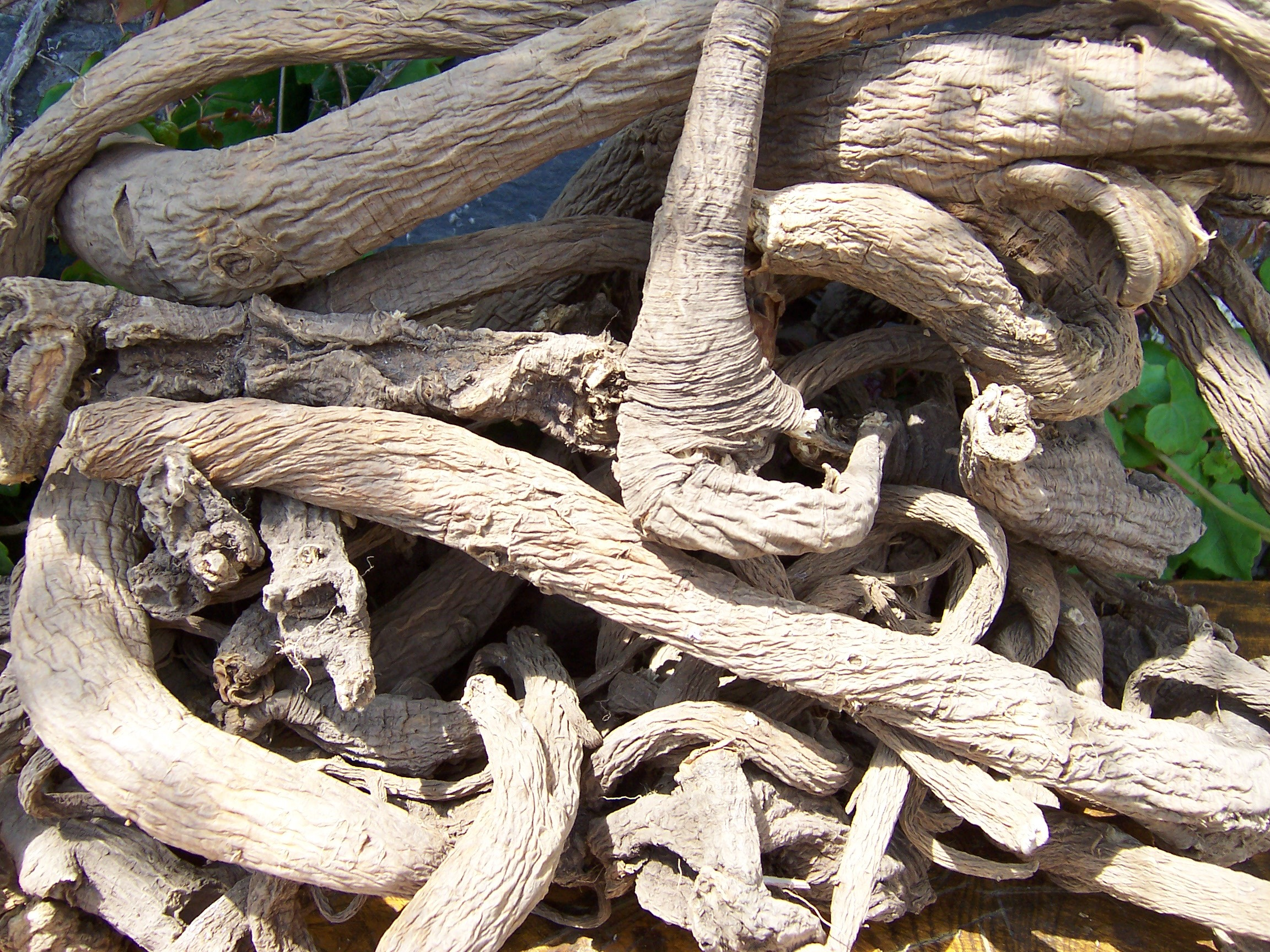
Korzenie goryczki żółtej

Goryczka, wł. genziana, niem. Enzian – wódka produkowana ze sfermentowanych korzeni (głównie goryczki żółtej) w krajach alpejskich. Zgodnie z unijnymi zaleceniami minimalna zawartość alkoholu wynosi 37,5%.

## Oznaczenia geograficzne
- Bayerischer Gebirgsenzian[1] - Niemcy
- Südtiroler Enzian/Genziana dell'Alto Adige - Włochy
- Genziana trentina/Genziana del Trentino - Włochy